# رمانتیک آمیش
رمانتیک آمیش (به انگلیسی: Amish romance) یک زیرژانر ادبی از داستان‌های مسیحی است که شخصیت‌های آمیش را دربرمی‌گیرد، و بیشتر توسط زنان مسیحی انجیلی نوشته و خوانده می‌شود.
ثابت شده است که این ژانر برای ناشران که بسیاری از آن‌ها ناشران مسیحی هستند سودآور است. به گفته نویسنده والری ویور-زرچر، اولین رمان رمانتیک آمیش که از نظر تجاری موفق بوده، اجتناب اثر بورلی لوئیس است که در سال ۱۹۹۷ توسط بتانی هاوس منتشر شد. بیش از ۱۵۰ کتاب الکترونیک داستانی آمیش بین سال‌های ۲۰۱۰ و ۲۰۱۳ منتشر شد. سه نویسنده موفق رمانتیک آمیش، بورلی لوئیس، سیندی وودزمال و واندا برانستتر - بیش از ۲۴ میلیون جلد کتاب فروخته‌اند.

## نویسندگان برجسته داستان‌های رمانتیک آمیش
- ژان برونستتر
- واندا ای. برونستتر
- امی کلیپستون
- تریشیا گویر
- شلی شپرد گری
- کلی اروین
- بورلی لوئیس
- روث رید
- بت وایزمن
- سیندی وودزمال